# Renée Desprez
Pour les articles homonymes, voir Desprez.
Ne doit pas être confondu avec Suzanne Desprès.
Renée Desprez est une chanteuse, actrice de théâtre et de cinéma et « élégante » de la Belle Epoque.

## Biographie
En 1900, elle est engagée au théâtre du Palais-Royal. En 1903, elle fait partie de la troupe des Variétés.

## Théâtre
- 1900 : Norah, la Dompteuse, d'Ernest Grenet-Dancourt, Georges Bertal, au théâtre Dejazet, 24 avril, Suzanne Villardon[2],[3].
- 1900 : Moins Cinq !, de Paul Gavault et Georges Berr, au théâtre du Palais-Royal, 21 novembre, Pimprenelle[4],[5].
- 1901 : Un Complot, d'Alexandre Bisson et Jean Gascogne, théâtre du Gymnase, 1er mars[6].
- 1901 : La Vie publique, d'Émile Fabre, théâtre de la Renaissance, 14 octobre, Mme Tardieu[7].
- 1904 : La Dame du 23, de Paul Gavault, et Albert Bourgain, théâtre des Nouveautés, 14 septembre[8],[9].
- 1905 : Monsieur Piégeois, d'Alfred Capus, création au théâtre de la Renaissance, 5 avril, Léa[10],[11].
- 1911 : Les Marionnettes de Pierre Wolff, au théâtre Michel à Saint-Pétersbourg[12].
- 1912 : Bonne Maison, d'Aristide Gandrey et Henry Clerc, théâtre Michel, 10 octobre, Irma[13].
- 1921 : Arlequin, de Maurice Magre, théâtre Apollo, La jeune fille au poignard d'argent.
- 1922 : Le Baiser d'Aphrodite, de Grace Constant-Lounsbery[14].

## Revues, Opéra, Opérettes
- 1901 : Les Travaux d'Hercule, opéra-bouffe, de Claude Terrasse, livret de Robert de Flers et Gaston-Arman de Caillavet, aux Bouffes Parisiens, 7 mars, Chrysis[15],[16],[17].
- 1901 : Revue des Variétés, de Paul Gavault et Adrien Vély, aux Variétés, 11 décembre[18],[19].
- 1906 : Pâris ou le bon juge, opérette en deux actes de Claude Terrasse, livret de Robert de Flers et Gaston-Arman de Caillavet, au théâtre des Capucines, 1er mars, Junon, avec Charles Lamy (Pâris), Germaine Gallois (Vénus), Alice Bonheur (Glycère)[20],[21],[22],[note 1].
- 1909 : Ça fait la R'vue Michel, de Georges Nanteuil et Henri de Gorse, théâtre Michel, 21 novembre, La Duchesse[23],[24].

## Cinéma
- 1917 : Les Lois du monde, de Fanny Liona[25].
- 1922 : L'Équipe, d'après le roman de Francis Carco, de Maurice Lagrenée[26],[27],[28].
- 1923 : Cœur léger, de Robert Saidreau.

## Mode

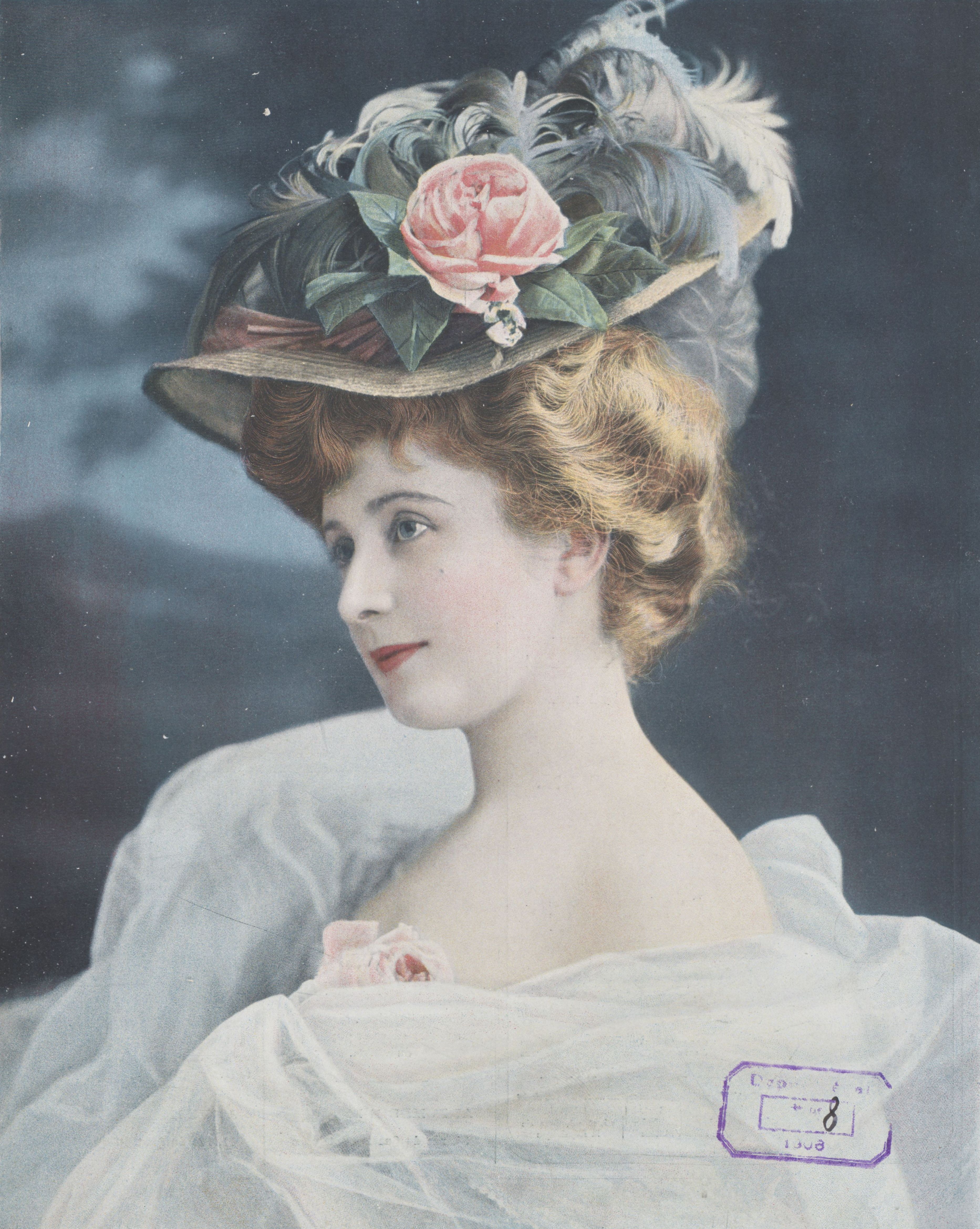
Renée Desprez, coiffure de Noirat

Ses photographies sont utilisées pour faire la promotion des maisons de mode comme : Agnès, Lewis, Noirat, Dœuillet,..